# Pelabravo
Pelabravo – gmina w Hiszpanii, w prowincji Salamanka, w Kastylii i León, o powierzchni 23,26 km². W 2011 roku gmina liczyła 1064 mieszkańców.